# Maximiliane Josepha Karoline von Bayern

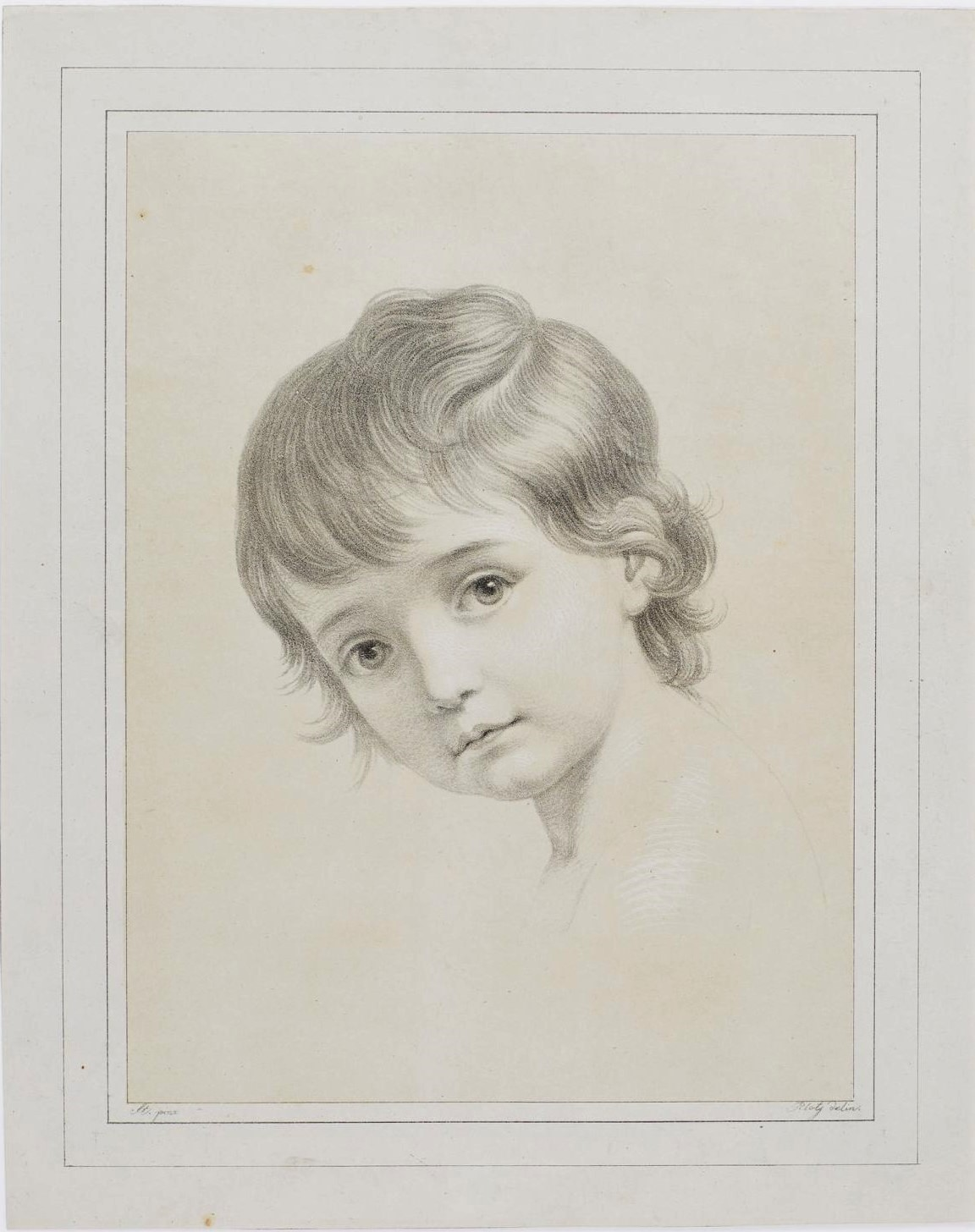
Prinzessin Maximiliane. Lithografie von Ferdinand Piloty

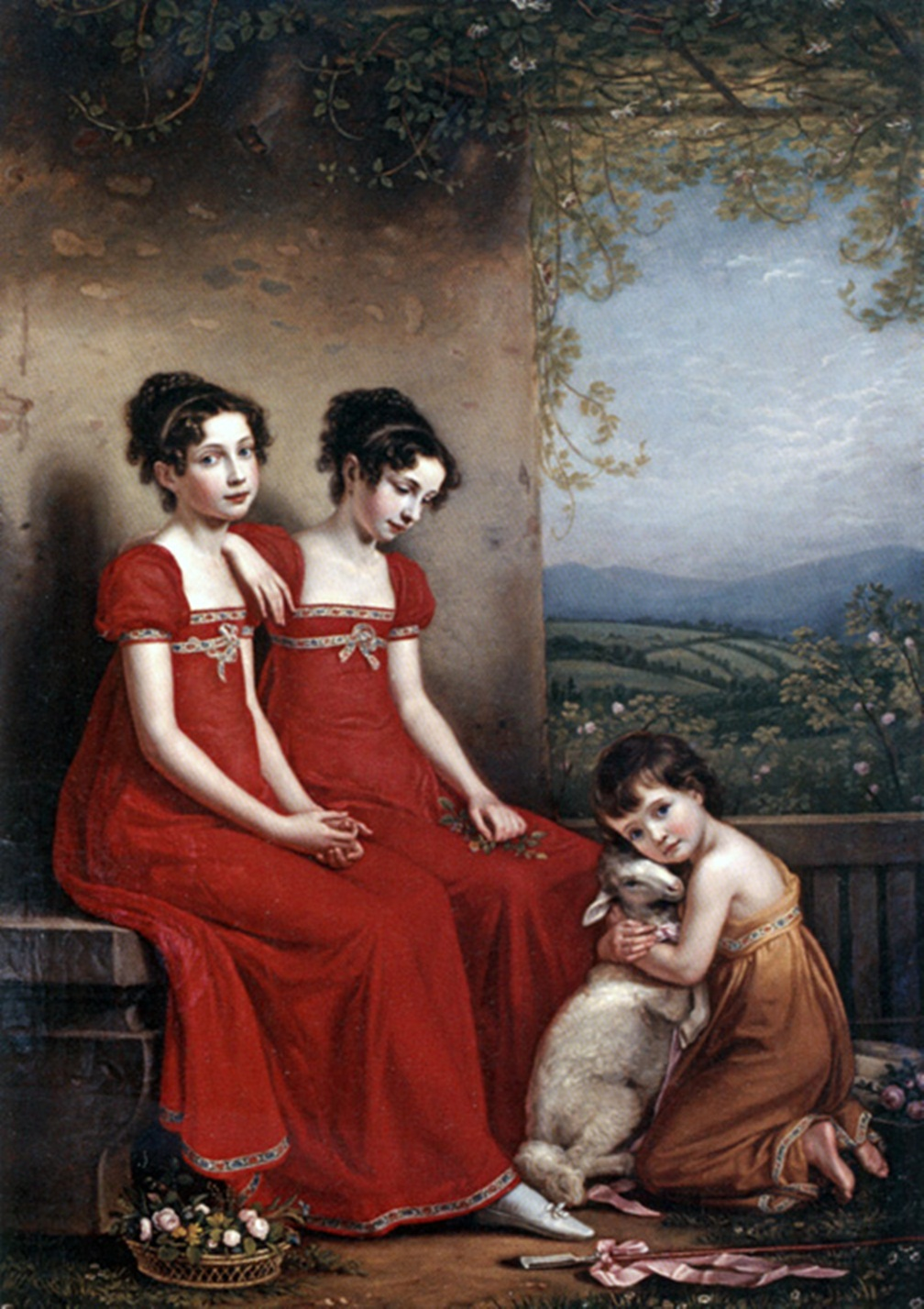
Maximiliane ein Lamm umarmend, auf der Bank ihre älteren Schwestern, die Zwillinge Elisabeth und Amalie (Ölgemälde von Joseph Karl Stieler, 1814)

Maximiliane Josepha Karoline von Bayern, Prinzessin von Bayern (* 21. Juli 1810 in Schloss Nymphenburg; † 4. Februar 1821 in München), genannt Ni, war das jüngste Kind des ersten Königs von Bayern Maximilian I. Joseph und seiner zweiten Frau, Karoline von Baden.

## Leben
Maximiliane sollte einmal mit Herzog Max in Bayern, dem späteren Ehemann ihrer Schwester Ludovika Wilhelmine, verheiratet werden. Doch nach dem Besuch einer Aufführung der Jungfrau von Orléans unterkühlte sich Ni und erkrankte in den letzten Januartagen 1821 schwer an „Schleimfieber“. Zehn Tage später verstarb sie in den Armen ihrer Mutter, die der Verlust ihrer Lieblingstochter besonders schwer traf. Auch der Rest der Familie litt sehr unter Maximilianes Tod, sie trauerte das ganze Jahr. Bei der Obduktion wurden schwere organische Leiden festgestellt, aufgrund derer das Kind nur noch wenige Jahre zu leben gehabt hätte.
Maximiliane wurde in der Fürstengruft der Theatinerkirche beigesetzt.

## Kunstwerke

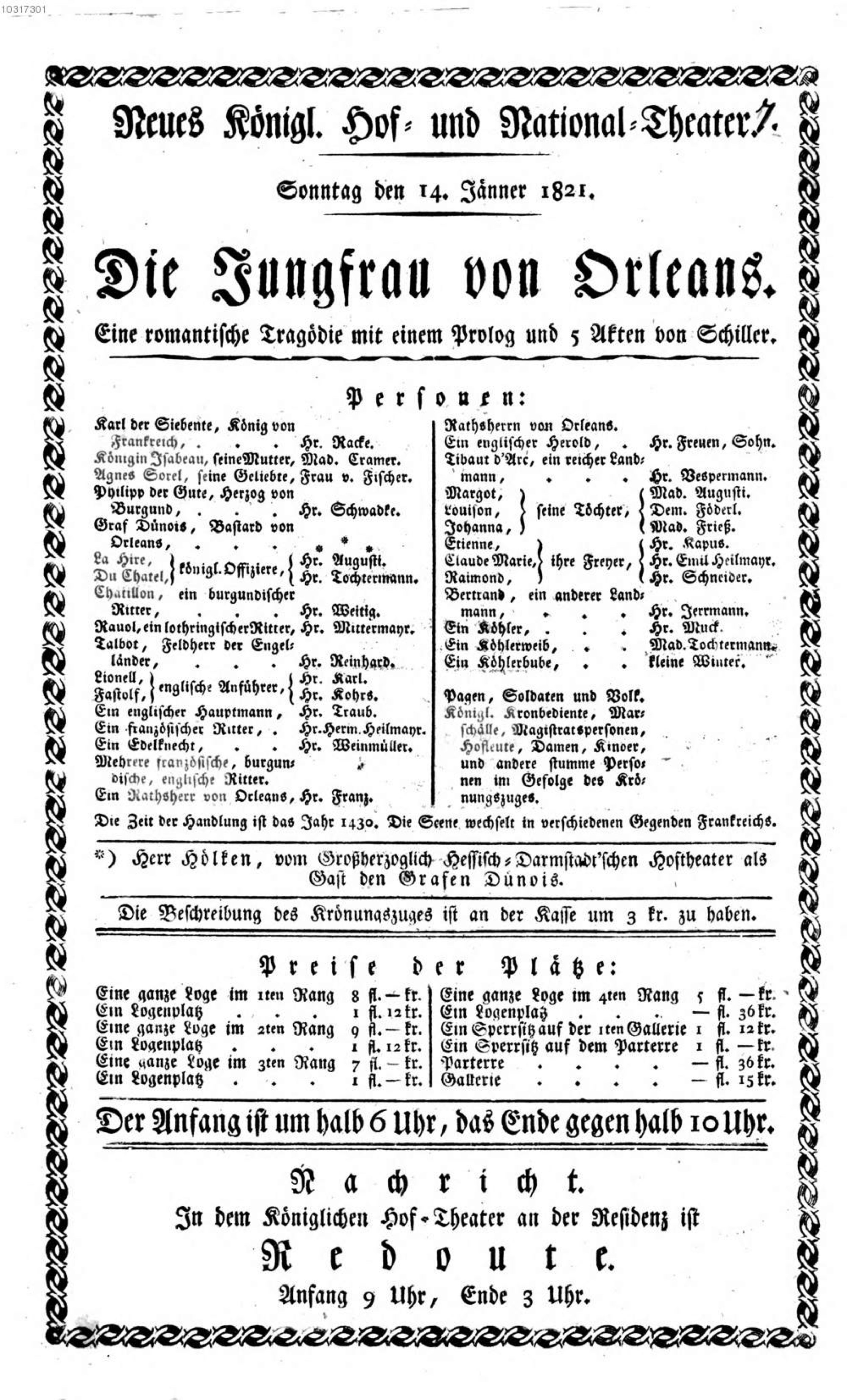
Theaterprogramm vom 14. Januar 1821

Noch zu Lebzeiten verewigte Joseph Karl Stieler 1814 Maximiliane, ein Lamm umarmend, gemeinsam mit ihren älteren Schwestern, den Zwillingen Elisabeth und Amalie, in einem Ölgemälde.

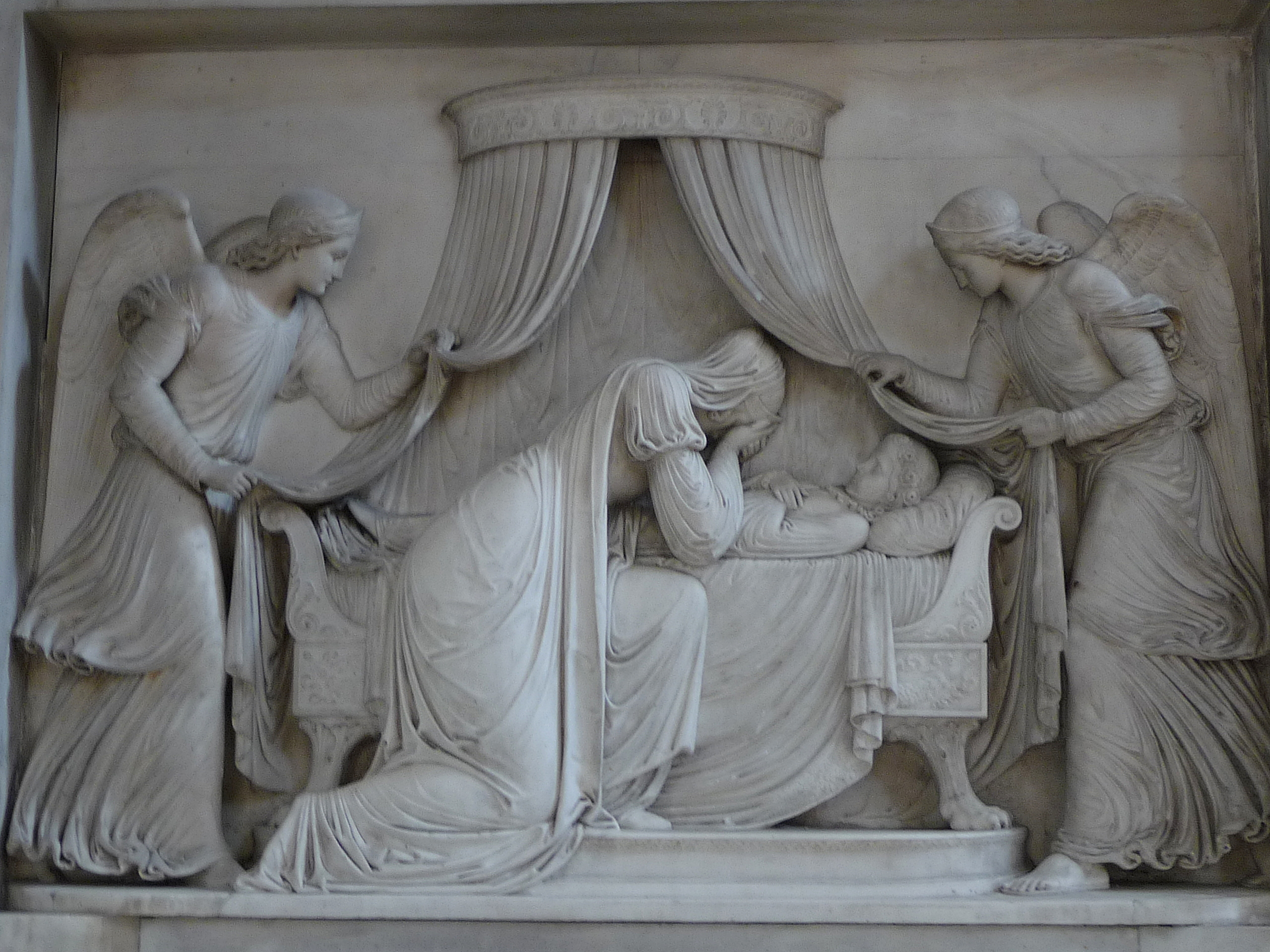
Grabrelief für Maximiliane von Bayern

Nach ihrem Tod gab ihre Mutter weitere Kunstwerke in Auftrag. Ihre Schwester Auguste schrieb dazu in ihrem Tagebuch „Muxel zeichnete und Stieler malte sie auf Befehl der Königin“.
Joseph Karl Stieler fertigte mehrere Gemälde an. So malte er Maximiliane auf dem Totenbett, das Bildnis einer verklärten Maximiliane und schließlich ein lebensgroßes Bildnis der Prinzessin in allegorischer Auffassung, wie sie mit Rosengirlanden von der Erde zum Himmel emporschwebt und ihr ebenfalls im Kindesalter an Meningitis verstorbenes Brüderchen Maximilian den Sternenkranz aus den Wolken reicht, im Hintergrund die nächtliche Hofgartenfassade der Residenz und die Theatinerkirche. Dieses Werk wurde von Nepomuk Muxel als Lithographie gedruckt.
Als Denkmal für Maximiliane wurde in der Theatinerkirche rechts neben dem Marienaltar im nördlichen Querschiff ein Epitaph errichtet. Ein erster Entwurf des Bildhauers Konrad Eberhard „Jesus der Kinderfreund“ wurde abgelehnt. Eberhards zweiter Entwurf mit dem Titel „Die Mutter am Sterbelager ihres Kindes“ zeigte trauernde Familienmitglieder am Sterbebett unter einem von zwei Engeln im reichen Faltenwurf flankierten Christus-Tympanon. Dieser zweite Entwurf wurde unter Mitwirkung Leo von Klenzes nochmals deutlich überarbeitet. Die letztlich realisierte Variante zeigt in einem Relief Königin Karoline weinend am Totenbett ihrer Tochter, eingerahmt von zwei Engeln, und auf einem Sockel einen marmornen Sarkophag. Eberhard begann die Arbeit während eines Aufenthaltes in Rom und setzte sie in Schloss Berg oder Starnberg fort. 1825 wurde das Monument in der Theatinerkirche aufgestellt. Der Sockel trägt die Inschrift „Innig geliebt heiss beweint von Eltern und Geschwistern“.